# Freddy Buyl
Freddy Buyl (21 oktober 1944) is een voormalig Belgisch voetballer die van 1962 tot 1983 verdediger was bij KSK Beveren. 

## Leven en speelcarrière
Hij debuteerde als voetballer bij KSK Beveren op 11-jarige leeftijd, en behoorde tot de gouden scholierenlichting (1960-1961) van Beveren, samen met o.m. Omer en Jean Janssens, Wilfried Van Moer, Rogiers en Verelst. Hij vormde samen met Paul Vangenechten vele jaren het beenharde centrale verdedigingsduo bij geel-blauw.
Hij behaalde met geel-blauw in 1963 de titel in bevordering B en drie jaar later werd de titel behaald in de derde afdeling B (1966).
Een jaar later deed hij met SKB het onwaarschijnlijke: de promotie naar de hoogste afdeling (1967).
In 1970 maakte hij het eerste Europacup-avontuur van Sportkring mee. Geel-blauw stuntte toen in de beker der Jaarbeurssteden door in de tweede ronde het grote Valencia met coach Alfredo Di Stéfano uit te schakelen. 
Hij degradeerde in 1972 met Beveren naar de tweede klasse maar één jaar later stond Freddy met geel-blauw opnieuw in de hoogste afdeling.
KSKB beleefde een hoogtepunt toenop 21 mei 1978 op het Heizelstadion de Beker van België werd veroverd na een 2-0 zege tegen Sporting Charleroi. Buyl speelde met KSKB een mooi seizoen 1978-'79 en zag dat bekroond met een landstitel. Maar ook op Europees niveau vierde hij met Beveren grote successen dat jaar. Zo werd Inter Milaan uitgeschakeld tijdens de kwartfinales van de Beker der Bekerwinnaars. In de halve finale werd geel-blauw dan eervol geëlimineerd door FC Barcelona (na twee strafschoppen). Hij won met KSK Beveren in 1979 de allereerste Belgische Supercup na winst tegen bekerwinnaar Beerschot.
Een jaar later (1980) verloor hij met KSKB de finale van de Belgische beker tegen Thor Waterschei (1-2), maar werd dat seizoen door de KSKB-fans verkozen tot de meest verdienstelijkste voetballer (Ghislain Cordeel-prijs). Hij is met zijn 402 eerste klasse matchen de absolute recordhouder bij KSK Beveren.
Tijdens de bekerpartij uit bij Waterschei (1-0, 11 mei 1982, halve finale) liep hij een zware blessure op en dat was meteen het einde van zijn loopbaan als topvoetballer. Het daaropvolgende seizoen kwam hij niet meer aan spelen toe in het eerste elftal en verliet in 1983 de Freethiel om speler-trainer te worden bij Herleving Vrasene.

## Erelijst

### KSK Beveren
Landskampioen
0winnaar 0(1): 01978–79
Beker van België
0winnaar 0(2): 01978, 1983
Belgische Supercup
0winnaar 0(1): 01979
Tweede Klasse
0winnaar 0(2): 01966-67, 1972-73
Derde Klasse
0winnaar 0(1):  1965-66
Bevordering
0winnaar 0(1):  1962-63